# Boiadeira Internacional
Boiadeira Internacional (também conhecido como Boiadeira Internacional (Ao Vivo)) é o primeiro álbum ao vivo da cantautora brasileira Ana Castela, sendo também seu álbum de estreia, lançado em 23 de fevereiro de 2024, através da AgroPlay. Foi gravado em 10 de maio de 2023 durante a Fespop, festival de música que recebe mais de 70 mil pessoas, localizado na tríplice fronteira, principal fronteira da América do Sul entre Brasil, Argentina e Paraguai, da cidade de Santa Terezinha de Itaipu, no Paraná. Conta com as participações especiais de Simone Mendes, Matheus & Kauan, Gustavo Mioto, Alok, Hungria Hip Hop e Luan Pereira.
O disco venceu duas das maiores premiações de música brasileira: A 31ª edição do Prêmio de Música Brasileira na categoria de Lançamento - Sertanejo e na 25ª do Grammy Latino em Melhor Álbum de Música Sertaneja.

## Antecedentes
Em dezembro de 2022, junto ao lançamento do single "Dona de Mim", foi revelado o lançamento de seu álbum de estreia para o próximo ano. Em abril de 2023, foi anunciada a gravação do álbum Boiadeira Internacional com um teaser em português e espanhol.

## Gravação
O álbum foi gravado em maio de 2023 com 20 canções no total, incluindo algumas já lançadas por Castela: "Pipoco", "Nosso Quadro", "Boiadeira" e "As Menina da  Pecuária", e o seu verso em "Vão Ser Bão Pra Lá", segundo single do projeto Fazendinha Sessions. Fiéis ao estilo cowgirl, os figurinos, que foram feitos pelo estilista Eduardo Amarante e usados durante o evento, chamaram muito atenção nas redes sociais. Mesmo com problemas de letra, música e frio, a intérprete encarou tudo com bom humor e seu ânimo ficou visível durante toda a sua apresentação. No final do show, a cantora aproveitou para agradecer ao público e emocionou-se com a gravação de seu projeto.
Eu até me emocionei já, compus minhas próprias músicas pra esse projeto, além de tantas outras que estão lindas. Vai ser lindo demais, tô doida pra anunciar quem vai participar comigo também. É a boiadeira internacional, bebê.

### Cavalo gigante e inspiração em Katy Perry ou Beyoncé
Na performance de "Tô Voltando", música de encerramento, Castela movimenta a internet ao apresentar-se vestida toda de branco em cima de um cavalo prateado de 5 metros feito de tubo de aço de carbono com acabamento em isopor e fibra de vidro, idealizado pela Mode Criativeo. Notou-se uma possível inspiração na apresentação da cantora estadunidense Katy Perry no intervalo do Super Bowl em 2015, no qual a norte-americana cantou seu single "Roar" em cima de um tigre gigante e na turnê Renaissance da cantora Beyoncé, onde esta também usa um cavalo, para a produção do objeto usado na apresentação de Ana.

## Lançamento e promoção
Em julho de 2023, o single "Solteiro Forçado" foi lançado como o primeiro. No dia de estreia, o videoclipe, lançado no YouTube, teve mais de 2,346 milhões de visualizações e alcançou o top 1 em "Vídeos em alta." A canção se tornou o melhor lançamento de Castela, não apenas no YouTube, mas também em várias outras plataformas digitais, até então. No mês seguinte, o segundo single, "Não Vai Ver Nunca", parceria com Simone Mendes, foi disponibilizado e, duas semanas depois, o terceiro, "Tô Voltando", também, mas junto á primeira parte, que soma as três canções junto à performance ao vivo de "Pipoco", do álbum. Em outubro, foi anunciado, por meio das redes sociais da cantora, o lançamento da segunda parte.

### Boiadeira Internacional, Vol. 1
Em 24 de agosto de 2023, foi lançada, em formato de EP, a primeira parte do álbum. Esta contém as faixas "Solteiro Forçado", "Não Vai Ver Nunca" (parceria com Simone Mendes), "Tô Voltando" e a versão ao vivo da canção "Pipoco", lançada primeiro em parceria com Melody.

### Boiadeira Internacional, Vol. 2
Quase dois meses depois, em 13 de outubro de 2023, houve o lançamento da segunda parte do projeto, também em formato de extended play. As faixas contidas são "Alerta de Golpe", "Só Não Deixa Saudade", "Aqui Tem Alguém", "Chicletinho" e uma regravação de "As Menina da Pecuária".

### Boiadeira Internacional, Vol. 3
Em novembro, o pré-save da terceira parte foi publicado nas redes sociais da cantora, anunciando o lançamento para o dia 17. As canções presentes são "Morreu de Ana Castela", "Quem Prova Pede Mais", versão solo de seu verso em "Fazendinha Sessions #2: Vai Ser Bão Pra Lá", "Fronteira" ao lado de Gustavo Mioto, "Coração Bipolar" com a dupla Matheus & Kauan e "Amizade Ou o Que", dueto com Luan Pereira.

### Boiadeira Internacional, Vol. 4
O quarto e último volume está previsto para ser lançado em 16 de fevereiro de 2024. Conta com as canções "Lua", parceria com Alok e Hungria Hip Hop, "Nosso Quadro", "Boiadeira", "Bonde das Boiadeiras" e "Pra Sempre Sem Ser".

### Turnê
Em 19 de maio de 2023, a cantora anunciou sua primeira turnê internacional, que teve três apresentações em Portugal, nas cidades de Coimbra (feita em 24 de maio), Lisboa (feita em 26 de maio) e Porto (feita em 27 de maio), sendo que a última também foi transmitida no canal oficial da gravadora AgroPlay.

## Lista de faixas
| Boiadeira Internacional |                                         | |         |  |
| N.º                     | Título                                  | Compositor(es) | Duração |  |
| 1.                      | "Boiadeira"                             | Rodoldo Alessi Gabriel Vittor Jota Lennon Diego Barão                                                                 | 3:14    |  |
| 2.                      | "Bonde das Boiadeira"                   | Alessi Matéus Félix Raphael Soares Renno Poeta Junior Gomes                                                           | 2:31    |  |
| 3.                      | "Alerta de Golpe"                       | Félix Leo Souzza Vinícius Poeta Benicio Neto                                                                          | 2:22    |  |
| 4.                      | "As Menina da Pecuária"                 | Alessi Soares | 2:46    |  |
| 5.                      | "Coração Bipolar" (com Matheus & Kauan) | Félix Souzza Marco Carvalho Matheus Costa Thales Lessa Ana Castela                                                    | 2:36    |  |
| 6.                      | "Só Não Deixa Saudade"                  | Félix Souzza Poeta Neto Castela                                                                                       | 3:02    |  |
| 7.                      | "Não Vai Ver Nunca" (com Simone Mendes) | Félix Lessa Carvalho Lucas Ing Costa                                                                                  | 2:53    |  |
| 8.                      | "Morreu de Ana Castela"                 | Félix Carvalho Lari Ferreira Junior Pepato Diego Silveira                                                             | 2:53    |  |
| 9.                      | "Nosso Quadro"                          | Carvalho Alessi | 2:55    |  |
| 10.                     | "Solteiro Forçado"                      | Poeta Neto Souzza Felix Alessi Castela                                                                                | 3:20    |  |
| 11.                     | "Fronteira" (com Gustavo Mioto)         | Félix Carvalho Costa Ing Lessa                                                                                        | 2:46    |  |
| 12.                     | "Chicletinho"                           | Félix Souzza Bruno Sucesso Davila                                                                                     | 2:23    |  |
| 13.                     | "Pra Sempre Sem Ser"                    | Eduardo Godoy Félix Carvalho Costa Lessa Ing                                                                          | 2:49    |  |
| 14.                     | "Quem Prova Pede Mais"                  | Lennon Alessi | 2:45    |  |
| 15.                     | "Lua" (com Hungria Hip Hop, part. Alok) | Castela Alok Hungria Hip Hop Alessi Carvalho Costa Diego Ferrari Everton Matos Ray Antonio Paulo Pires Rafael Quadros | 3:26    |  |
| 16.                     | "Aqui Tem Alguém"                       | Félix Silveira Pepato Ferreira Carvalho Castela                                                                       | 2:48    |  |
| 17.                     | "Amizade Ou o Que" (com Luan Pereira)   | Castela Pereira Nicolas Germano Ricardo Buttini                                                                       | 3:18    |  |
| 18.                     | "Pipoco"                                | Souzza Félix Alessi Chris no Beat Castela Guilherme Dias                                                              | 3:18    |  |
| 19.                     | "Tô Voltando"                           | Félix Alessi Soares Normani Pelegrini Renato Campero                                                                  | 2:57    |  |

| EP Boiadeira Internacional – Volume 1 |                                         |         |  |
| N.º                                   | Título                                  | Duração |  |
| 1.                                    | "Solteiro Forçado"                      | 3:14    |  |
| 2.                                    | "Não Vai Ver Nunca" (com Simone Mendes) | 2:47    |  |
| 3.                                    | "Tô Voltando"                           | 2:27    |  |
| 4.                                    | "Pipoco"                                | 3:18    |  |
| Duração total:                        | Duração total:                          | 12:17   |  |

| EP Boiadeira Internacional – Volume 2 |                         |         |  |
| N.º                                   | Título                  | Duração |  |
| 1.                                    | "Alerta de Golpe"       | 2:22    |  |
| 2.                                    | "Só Não Deixa Saudade"  | 3:02    |  |
| 3.                                    | "Aqui Tem Alguém"       | 2:48    |  |
| 4.                                    | "Chicletinho"           | 2:23    |  |
| 5.                                    | "As Menina da Pecuária" | 2:45    |  |
| Duração total:                        | Duração total:          | 13:22   |  |

| EP Boiadeira Internacional – Volume 3 |                                         |         |  |
| N.º                                   | Título                                  | Duração |  |
| 1.                                    | "Fronteira" (com Gustavo Mioto)         | 2:46    |  |
| 2.                                    | "Coração Bipolar" (com Matheus & Kauan) | 2:36    |  |
| 3.                                    | "Amizade Ou o Que" (com Luan Pereira)   | 3:18    |  |
| 4.                                    | "Morreu de Ana Castela"                 | 2:53    |  |
| 5.                                    | "Quem Prova Pede Mais"                  | 2:45    |  |
| Duração total:                        | Duração total:                          | 14:20   |  |

| EP Boiadeira Internacional – Volume 4 |                                         |         |  |
| N.º                                   | Título                                  | Duração |  |
| 1.                                    | "Boiadeira"                             | 4:28    |  |
| 2.                                    | "Lua" (com Hungria Hip Hop, part. Alok) | 3:26    |  |
| 3.                                    | "Nosso Quadro"                          | 2:55    |  |
| 4.                                    | "Bonde das Boiadeira"                   | 2:31    |  |
| 5.                                    | "Pra Sempre Sem Ser"                    | 2:49    |  |
| Duração total:                        | Duração total:                          | 16:11   |  |

## Desempenho comercial
| País — Parada musical (2024) | Melhor posição |
| ---------------------------- | -------------- |
| Portugal (AFP)               | 54             |

## Prêmios e indicações
| Ano  | Prêmio                      | Categoria                        | Resultado | Ref.  |
| ---- | --------------------------- | -------------------------------- | --------- | ----- |
| 2024 | Prêmio de Música Brasileira | Lançamento - Sertanejo           | Venceu    | [ 7 ] |
| 2024 | Grammy Latino               | Melhor Álbum de Música Sertaneja | Venceu    | [ 8 ] |

## Histórico de lançamentos
| País   | Data                    | Volume   | Formato(s)                     | Gravadora | Ref.   |
| ------ | ----------------------- | -------- | ------------------------------ | --------- | ------ |
| Brasil | 24 de agosto de 2023    | Volume 1 | download digital streaming     | AgroPlay  | [ 25 ] |
| Brasil | 13 de outubro de 2023   | Volume 2 | download digital streaming     | AgroPlay  | [ 26 ] |
| Brasil | 17 de novembro de 2023  | Volume 3 | download digital streaming     | AgroPlay  | [ 32 ] |
| Brasil | 16 de fevereiro de 2024 | Volume 4 | download digital streaming     | AgroPlay  | [ 28 ] |
| Brasil | 23 de fevereiro de 2024 | Completo | DVD download digital streaming | AgroPlay  | [ 33 ] |